# 大室正勝
大室 正勝（おおむろ まさかつ）は、日本の音響監督。ダックスプロダクション所属。

## 参加作品
※特筆のないものは、全て音響監督としての参加

### テレビアニメ
1999年
- 課長王子（音響制作担当）
- 十兵衛ちゃん -ラブリー眼帯の秘密-（音響制作）

2001年
- ギャラクシーエンジェル（音響制作）
- まほろまてぃっく（音響制作担当）

2002年
- ギャラクシーエンジェルZ（音響制作）
- ギャラクシーエンジェルA（音響制作）
- ぴたテン（音響制作）
- まほろまてぃっく ~もっと美しいもの~（音響制作担当）

2004年
- ギャラクシーエンジェルX（音響制作）
- この醜くも美しい世界（音響制作）
- 十兵衛ちゃん2 -シベリア柳生の逆襲-（音響制作）
- ぱにょぱにょデ・ジ・キャラット（音響制作）

2006年
- ギャラクシーエンジェる～ん（音響制作）
- スクールランブル 二学期（音響制作）
- 姫様ご用心（音響制作担当）
- 夢使い（音響制作）

2007年
- ヒロイック・エイジ（音響制作）

2008年
- 黒塚 KUROZUKA（音響制作）
- 伯爵と妖精（音響制作）
- HELLS ANGELS（音響制作）

2009年
- ヴァイス・サヴァイヴ（音響制作）
- けんぷファー（音響制作担当）

2010年
- おおかみかくし（音響制作担当）
- 学園黙示録 HIGHSCHOOL OF THE DEAD（音響制作）
- 探偵オペラ  ミルキィホームズ（音響制作担当）

2011年
- けんぷファー für die Liebe（音響制作担当）
- ゆるゆり（音響制作担当）
- Rio RainbowGate!（音響制作）

2012年
- しばいぬ子さん（音響演出）
- 探偵オペラミルキィホ―ムズ 第2幕（音響制作担当）
- 探偵オペラ ミルキィホームズ Alternative ONE & TWO（音響制作担当）
- ゆるゆり♪♪（音響制作担当）

2013年
- スパロウズホテル
- 閃乱カグラ（音響制作担当）
- 八犬伝―東方八犬異聞―（プロデューサー）
- ローゼンメイデン(2013年版)（音響制作担当)

2014年
- 一週間フレンズ。（プロデューサー）
- 犬神さんと猫山さん
- ストレンジ・プラス（音響制作担当）
- 真 ストレンジ・プラス（音響制作担当）
- 旦那が何を言っているかわからない件
- pupa（音響制作）
- 未確認で進行形（プロデューサー）

2015年
- おくさまが生徒会長!
- 神様はじめました◎（プロデューサー）
- だんちがい
- 旦那が何を言っているかわからない件 2スレ目
- 不思議なソメラちゃん
- みりたり!
- ゆるゆり なちゅやちゅみ!+（プロデューサー）
- ゆるゆり さん☆ハイ!（プロデューサー）

2016年
- おくさまが生徒会長!＋
- おじさんとマシュマロ
- 三者三葉（製作委員会）
- 魔装学園H×H
- バーナード嬢曰く。
- ろんぐらいだぁす!（プロデューサー）

2017年
- 王様ゲーム The Animation
- はじめてのギャル

2020年
- 土下座で頼んでみた

2022年
- ヒューマンバグ大学

### OVA
2001年
- アニメーション制作進行くろみちゃん（音響制作）

2003年
- アニメーション制作進行くろみちゃん2（音響制作）

2005年
- スクールランブル 一学期補習（音響制作）

2008年
- 快盗天使ツインエンジェル（音響制作担当）
- スクールランブル 三学期（音響制作）

2011年
- VitaminX Addiction（音響制作担当）

2014年
- ゆるゆり なちゅやちゅみ!（プロデューサー）